# Tristan Peersman
Tristan Peersman, né le 28 septembre 1979 à Anvers en Belgique, est un footballeur international belge.

## Biographie
Formé au KSK Beveren, Tristan Peersman a joué ensuite six ans au RSC Anderlecht. Il joue de manière régulière dans le club bruxellois à partir de 2003. il est Champion de Belgique en 2004. 
Il a joué quatre fois avec les Diables Rouges en 2004, dont deux matches de qualification pour la Coupe du monde.
En décembre 2005, il rejoint le club néerlandais Willem II Tilburg. En 2007, il est transféré au OFI Crète. Mais son contrat est rapidement rompu pour défaut de paiement du club grec. Sans club, il s'est alors engagé avec les Néerlandais du FC Dordrecht où il joue six mois.
Il revient en Belgique, au RAEC Mons à partir de juillet 2009.Il quitte le RAEC Mons en mai 2010 car son contrat n'a pas été reconduit, il est toujours sans club !
Il signe, en mars 2012, un contrat avec le club de Herk en Promotions C.

## Palmarès
- International en 2004 (4 sélections)
- Champion de Belgique en 2001 et 2004 avec le RSC Anderlecht